# سالیناس د پیسوئرگا
سالیناس د پیسوئرگا (به اسپانیایی: Salinas de Pisuerga) یک شهرستان در اسپانیا است که در استان پالنسیا واقع شده‌است.

## خصوصیات
سالیناس د پیسوئرگا ۲۱ کیلومترمربع مساحت و ۳۳۷ نفر جمعیت دارد.